# 肯克梅河
肯克梅河是俄羅斯的河流，屬於勒拿河的左支流，由薩哈共和國負責管轄，河道全長589公里，流域面積約10,000平方公里，河水主要來自融雪和雨水。